# Protium macrophyllum
Protium macrophyllum es una especie de árbol de la familia Burseraceae, que se encuentra en Colombia, Ecuador y Brasil. Es conocida como incienso, guacharaco o breo.

## Descripción
Alcanza 10 m de altura. Savia gomosa de olor agradable. Hojas con peciolo de 6 cm, alternas, compuestas, con tres foliolos, ápice caudado, de hasta 21,5 cm de longitud por 7 cm de ancho.